# Сосна кедрова (пам'ятка природи, Долинський район)
Сосна́ кедро́ва — ботанічна пам'ятка природи місцевого значення в Україні. Об'єкт природно-заповідного фонду Івано-Франківської області. 
Розташована в межах Долинського району Івано-Франківської області, село Мислівка. 
Площа 0,01 га. Статус надано згідно з рішенням обвиконкому від 07.07.1972 року № 264. Перебуває у віданні Шевченківської сільської ради. 
Статус надано для збереження одного екземпляра реліктового дерева — сосни кедрової європейської (вид занесений до Червоної книги України). 